# Jenni Zylka

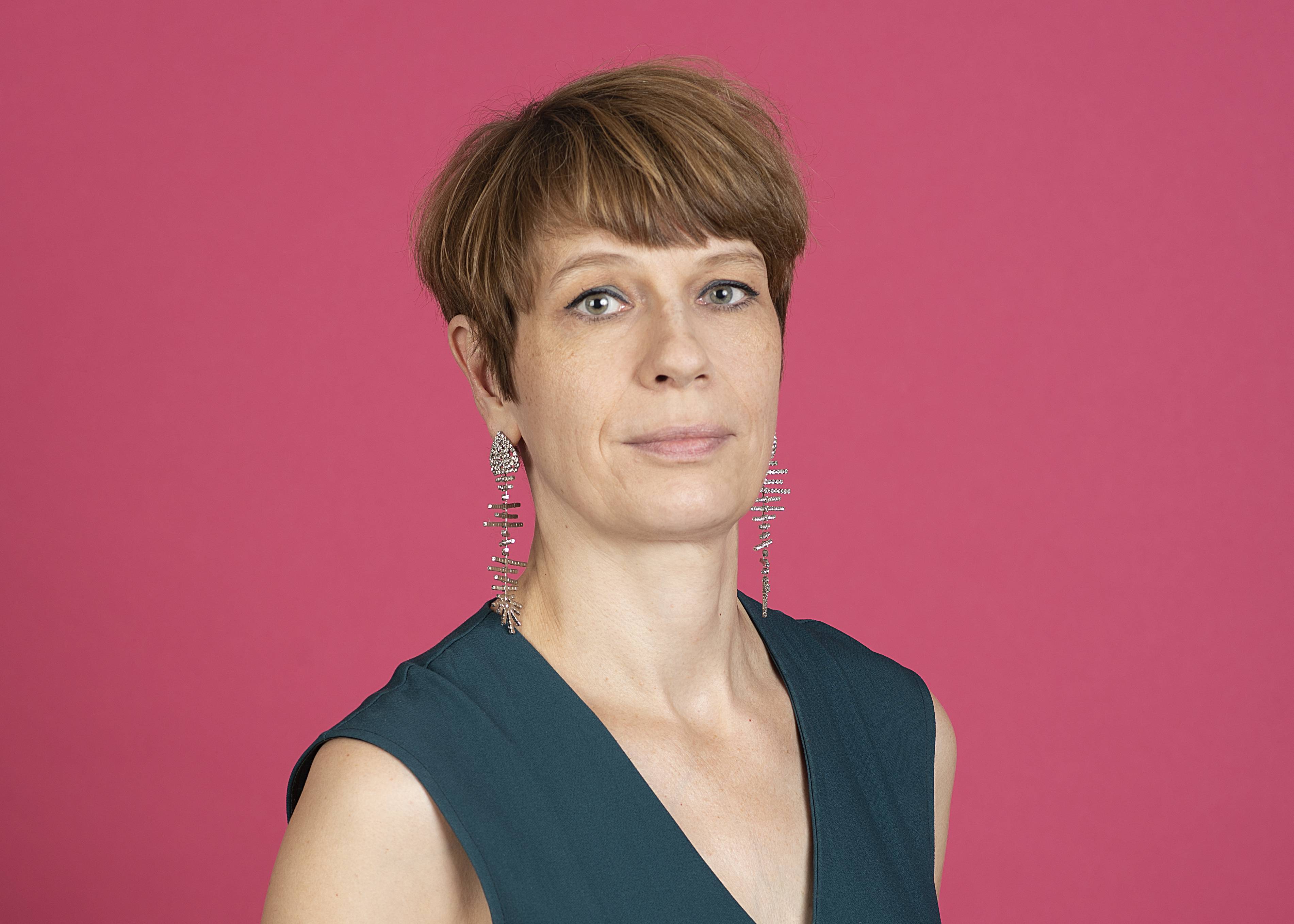
Jenni Zylka (2021)

Jenni Zylka (auch: Jenny Zylka; * 6. Mai 1969 in Osnabrück) ist eine deutsche Schriftstellerin, Journalistin und Moderatorin. Von 2022 bis 2023 war sie Sektionsleiterin der Perspektive Deutsches Kino der Internationalen Filmfestspiele Berlin.

## Leben und Werk
Jenni Zylka spielte unter dem Pseudonym Jennilee Lewis ab 1986 Orgel bei der Psychobilly-Band Sunny Domestozs und war zuvor Mitglied bei Skaville Disease. Nach dem Abitur im Jahr 1988 zog sie nach Berlin. Dort studierte sie Linguistik, Kunstwissenschaft und Kommunikationswissenschaft. 1994 absolvierte sie darüber hinaus eine Ausbildung zur Tontechnikerin am SAE Berlin. Von 1996 bis 2000 arbeitete sie als Bildredakteurin, Abläuferin und Writerin beim ZDF-Morgenmagazin. Sie trat von 1992 bis 1997 auch als Stand-up-Komödiantin in Erscheinung.
Sie schreibt unter anderem als Musik- und Filmkritikerin und Kolumnistin für die taz, Der Freitag, Tagesspiegel, Die Zeit und Spiegel Online. Sie entwickelte und moderierte ab 2007 das Literaturmagazin WortLaut Homestory für den Hörfunksender WDR 3, für das sie 2011 mit dem Deutschen Radiopreis ausgezeichnet wurde, und hat eine regelmäßige Kommentar-Kolumne zu Kultur- und Alltagskulturthemen bei Radio Eins, die donnerstags ausgestrahlt wird.

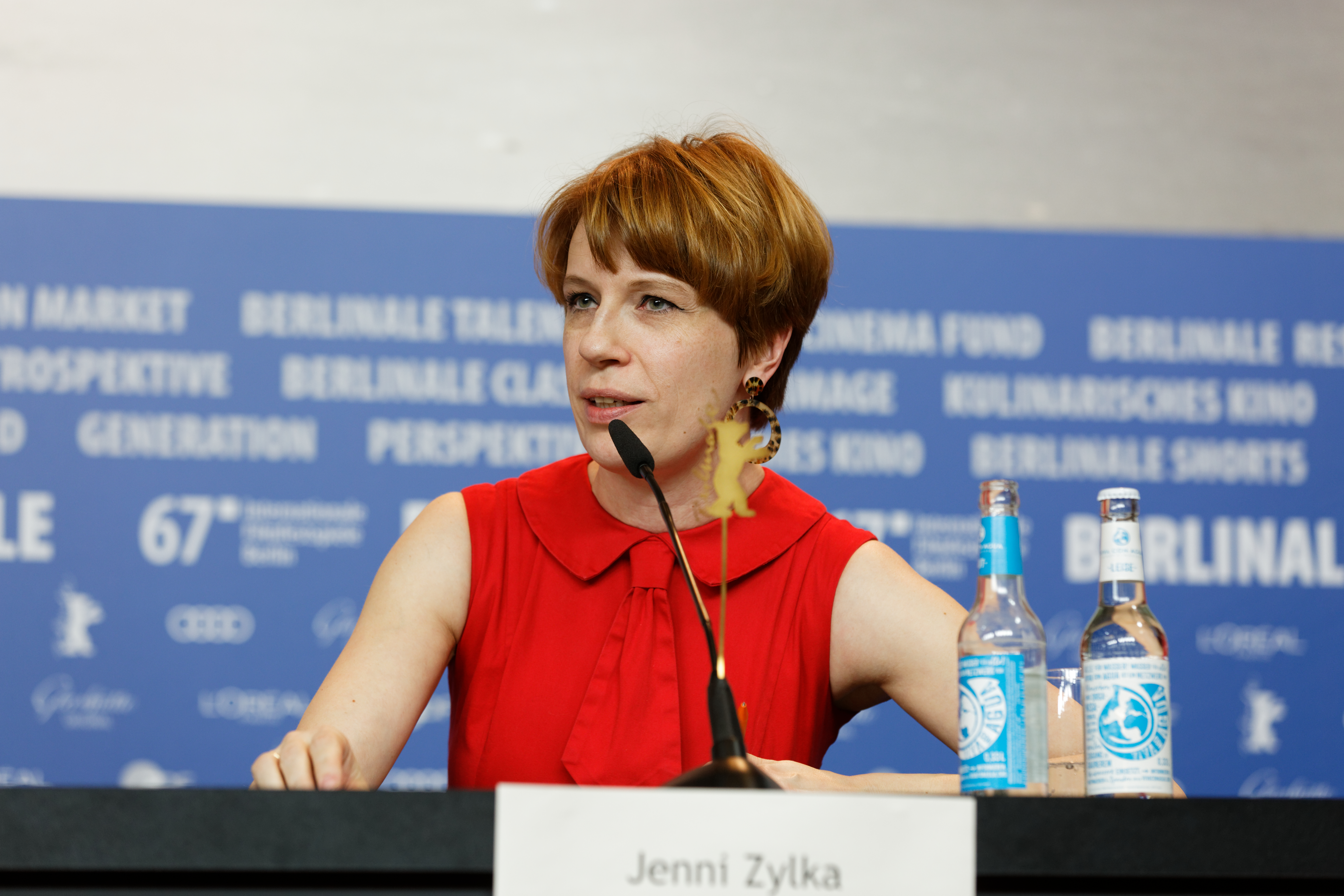
Zylka bei der Berlinale 2017

Darüber hinaus arbeitet sie seit 1999 als Moderatorin für Filmgespräche und Pressekonferenzen im Rahmen der Berlinale. Ebenfalls seit 2006 ist sie als Drehbuchautorin tätig. Im Jahr 2012 war sie als freie Autorin für die TV-Sendung Gottschalk Live tätig. Seit 2013 moderiert sie alljährlich die Eröffnungsgala und Preisverleihung beim Internationalen Filmfest Dresden.
2003 veröffentlichte sie ihren ersten Roman 1000 neue Dinge, die man bei Schwerelosigkeit tun kann, der humorvoll von einer fehlsichtigen Medienarbeiterin in einer Großstadt erzählt. Ein Jahr später beschrieb sie in Beat Baby, beat! den Aufstieg einer imaginären weiblichen Instrumentalband im Deutschland der 1990er-Jahre. Darüber hinaus sind ab 2004 zahlreiche Kurzerzählungen von ihr in Anthologien veröffentlicht worden. Seit 2013 unterrichtet sie an der AMD Akademie Mode & Design in Berlin Studierende in kreativem Schreiben und Journalismus. Sie gehört seit 2019 zum Autorenteam des Medienblogs Altpapier. 2025 veröffentlichte sie das Sachbuch Tina Turner. 100 Seiten bei Reclam.
Seit 2006 ist sie Mitglied der Kommission zur Spielfilmvorauswahl der Sektion Panorama bei den Internationalen Filmfestspiele Berlin, und seit August 2022 ist sie Leiterin der Sektion Perspektive Deutsches Kino als Nachfolgerin von Linda Söffker. Mit Einstellung der Sektion ist sie ab 2024 Ansprechpartnerin der Berlinale für den deutschen Nachwuchsfilm. Seit 2024 ist sie Kuratorin der Sektion Serien bei den Nordischen Filmtagen Lübeck. Seit 2025 ist sie die Leiterin der Sektion Industry and Meetings beim Filmfest Bremen.

## Rezeption
Rochus Wolff findet 1000 neue Dinge, die man bei Schwerelosigkeit tun kann „so nett und ein bisschen bedeutungslos dahingestrickt wie in der taz Jenni Zylkas Sex und Lügen-Kolumnen“. Es sei zwar „kein wirklich gutes Buch“; aber als leichte Decke für einen Abend – statt Fernsehen – halte „dieses Luftmaschengewebe dann doch hübsch kuschelig warm“. Jakob Hübner findet im österreichischen Portal Leserschwert, ihr Debütroman sei „ein sauberer Schlag unter die Gürtellinie der zeitvergeistigten Frauen-Single-Panikmache à la Bridget Jones oder Sex and the City.“ Stilistisch surfe Zylka dabei „recht würzwitzig und betont unorganisiert im rauschigen Kielwasser von Regener & Co, also voll auf der Hypewelle der deutschen Popliteratur.“
Ursula Gaisa hält Beat Baby, beat! in der Neuen Musikzeitung für „beste gut geschriebene Strandlektüre“ und bescheinigt dem Werk, dass „man immer wieder ob der irrwitzigen Erzählungen aus dem Bandalltag in sich hinein schmunzeln oder auch Tränen lachen“ müsse. Jakob Hübner versteht in Leserschwert den Roman als „gehobenen Trash mit zu viel Lipgloss“ und empfindet „die sprachlichen Girlie-Girlanden, die ziemlich unmotiviert im Text rumhängen und der feinen Beobachtungsgabe Zylkas eine Kreischigkeit aufsetzen, die sie überhaupt nicht nötig hätte“ als störend. Insgesamt diene „die Story der Beat-Bande Jenni Zylka vorwiegend dazu (...), alltagsphilosophische Betrachtungen in Affentempo und Saukomik durch den Schnodder zu drehen.“

## Jurys und Gremien
- seit 1998: Jury und Nominierungskommission des Grimme-Preises
- seit 2006: Auswahlkommission für die Sektion Panorama der Internationalen Filmfestspiele Berlin
- seit 2009: Freiwillige Selbstkontrolle Fernsehen (FSF)
- 2010: Jury des Deutschen Radiopreises

- 2012: Spielfilm-Jury beim 24. Filmfest Dresden
- 2017: Fipresci-Jury beim 39. Internationalen Filmfestival Moskau[15]
- 2018: Fipresci-Jury bei den 71. Internationalen Filmfestspielen von Cannes[16]
- 2020 und 2021: Fipresci-Jury beim Transilvania International Film Festival[15]
- 2020: Jury TeleVisionale – Film- und Serienfestival Baden-Baden[17]
- seit 2018 Jury des Hörspielpreises der Kriegsblinden - Preis für Radiokunst
- 2019 und 2022: Juryvorsitz ARD-Hörspieltage[18]
- 2025: Fipresci-Jury beim goEast Filmfestival Wiesbaden

## Werke

### Romane
- 1000 neue Dinge, die man bei Schwerelosigkeit tun kann. Rowohlt Taschenbuch Verlag, Reinbek 2003, ISBN 3-499-23405-X.
- Beat Baby, beat! Rowohlt Taschenbuch Verlag, Reinbek 2004, ISBN 3-499-23619-2.

### Sachbücher
- Tina Turner. 100 Seiten. Reclam, Ditzingen 2025, ISBN 978-3-15-020718-5.

### Beiträge in Anthologien
- Vom Ende meiner Jugend. In: Klaus Bittermann (Hrsg.): Auf Lesereise. Edition Tiamat, Berlin 2004, ISBN 978-3-89320-072-6.
- Der erste echte Fall. In: Rufus Beck (Hrsg.): Geschichten für uns Kinder. 2. Edition. Rowohlt Verlag, Berlin 2006, ISBN 978-3-87134-554-8.
- Mein erstes Revoluzzerbier. In: Klaus Bittermann (Hrsg.): Little Criminals. Peinliche Verbrechen und andere Kleinigkeiten. Edition Tiamat, Berlin 2006, ISBN 978-3-89320-104-4.
- Postcard Story Love Nr. 5. In: Postcard Stories: Love. Ars Vivendi Verlag, Cadolzburg 2007, ISBN 978-3-89716-814-5.
- Klaus Bittermann und Franz Dobler (Hrsg.): Smoke Smoke Smoke that Cigarette: Eine Verherrlichung des Rauchens. Edition Tiamat, Berlin 2008, ISBN 978-3-89320-128-0.
- Nimm dich in acht vor blonden Frauen. In: Kerstin Grether und Sandra Grether (Hrsg.): Madonna und wir. Bekenntnisse. Suhrkamp Taschenbuch Nr. 3992, Frankfurt am Main 2008, ISBN 978-3-518-45992-8, S. 207–210.
- Klaus Bittermann (Hrsg.): Unter Zonis. Zwanzig Jahre reichen jetzt so langsam mal wieder. Ein Rückblick. Edition Tiamat, Berlin 2009, ISBN 978-3-89320-137-2.
- Medienredakteure! und Ganzkörperkostümträger. In: Michael Ringel (Hrsg.): Sternstunden der Wahrheit. Oktober Verlag, Münster 2009, ISBN 978-3-938568-85-9.
- Kreislaufen. In: Harald Keller und Reiner Wolf (Hrsg.): HydePark-Memories. Ein Osnabrücker Musikclub und seine Geschichte(n). Oktoberverlag, Münster 2011, ISBN 978-3-941895-16-4. (PDF; 0,1 MB)
- ... nur einer Kontaktlinse. In: Marcus Gärtner (Hrsg.): Urlaub mit Punkt Punkt Punkt. Rowohlt Taschenbuch Verlag, Reinbek 2012, ISBN 978-3-499-25886-2, S. 245–256.
- Bring mir den Kopf von Darth Vader. In: Susanne Gretter (Hrsg.): Wie immer unverhofft: Neue Weihnachtsgeschichten. Suhrkamp Taschenbuch Nr. 4378. Berlin 2012, ISBN 978-3-518-46378-9, S. 44–53.
- Blindschleichen. In: Marcus Gärtner (Hrsg.): Die schlimme Zeit zwischen Aufstehen und Hinlegen. Rowohlt Taschenbuch Verlag, Reinbek 2014, ISBN 978-3-499-23433-0, S. 31–40.
- Stadtgeräusche. Essay. In: Musicboard Berlin (Hrsg.): Popguide. Ein Handbuch für Berlins Popnachwuchs – Von Ausbildungsberuf bis Zuschussförderung. Berlin 2014, S. 6–8. (PDF; 0,7 MB)
- Porzellanbusfahrt. In: Süßer die Böller nie klingen ... Geschichten über die irre besinnliche Zeit zwischen Weihnachten und Silvester. Rowohlt Taschenbuch Verlag, Reinbek 2016, ISBN 978-3-499-63233-4, S. 132–142.
- Projekt 123. In: Dorothee Hackenberg und Robert Skuppin (Hrsg.): Moment mal! Was die Zeit mit uns macht. Rowohlt, Berlin 2017, ISBN 978-3-7371-0021-2, S. 261–266.
- Souterrain. In: Marcus Gärtner (Hrsg.): Das ist ja wohl der Horror! Rowohlt Taschenbuch Verlag, Reinbek 2017, ISBN 978-3-499-27343-8, S. 29–40.
- Weihnachten mit John, Paul, George, Ringo, Gerry, Roy, Caro und Rüdiger. In: Marcus Gärtner und Dinah Fischer (Hrsg.): Weihnachten mit Punkt Punkt Punkt. Rowohlt Polaris, Reinbek 2018, ISBN 978-3-499-27582-1, S. 101–112.

## Auszeichnungen (Auswahl)
- 2002: Berliner Literaturstipendium
- 2004: 1. Preis Silberne Linde für eine Filmnacherzählung, Festival des nacherzählten Films
- 2011: Deutscher Radiopreis in der Kategorie Beste Sendung für die im Rahmen der Serie Homestory (WDR3) produzierte Folge Jenni Zylka zu Gast bei Peter Wawerzinek (zusammen mit Redakteurin Leslie Rosin)
- 2022: Bert-Donnepp-Preis für Medienpublizistik[19]